# On the Verge of Destruction 1992.1.7 Tokyo Dome Live
Az On the Verge of Destruction 1992.1.7 Tokyo Dome Live  az X Japan japán heavymetal-együttes koncertalbuma, mely 1995. január 1-jén jelent meg a Polydor kiadásában. A felvételek 1992. január 7-én készültek a Tokyo Dome-ban adott koncerten, ahol utoljára játszott az együttessel a basszusgitárosuk, Taiji. A lemez 3. helyezett volt az Oricon slágerlistáján. A felvételek később VHS-en és DVD-n is megjelentek.

## Számlista
1. lemez
1. Prologue ~ World Anthem (S.E)
2. Silent Jealousy
3. Sadistic Desire
4. Desperate Angel
5. Standing Sex
6. Week End
7. Drum Solo
8. Hide no heja (HIDEの部屋?)
9. Voiceless Screaming

2. lemez
1. Piano Solo ~ Swan Lake
2. Es dur no piano szen (Es Durのピアノ線?)
3. Unfinished
4. Celebration
5. Orgasm オルガスム (?)
6. Kurenai (紅?)
7. Joker
8. X
9. Endless Rain